# Ингленд (Арканзас)
Ингленд (англ. England) — город, расположенный в округе Лонок (штат Арканзас, США) с населением в 2972 человека по статистическим данным переписи 2000 года.

## География
По данным Бюро переписи населения США Ингленд имеет общую площадь в 4,92 квадратных километров, водных ресурсов в черте населённого пункта не имеется.
Город Ингленд расположен на высоте 70 метров над уровнем моря.

## Демография
По данным переписи населения 2000 года в Ингленде проживало 2972 человека, 830 семей, насчитывалось 1183 домашних хозяйств и 1305 жилых домов. Средняя плотность населения составляла около 619,2 человека на один квадратный километр. Расовый состав Ингленда по данным переписи распределился следующим образом: 65,51 % белых, 33,18 % — чёрных или афроамериканцев, 0,37 % — коренных американцев, 0,10 % — азиатов, 0,74 % — представителей смешанных рас, 0,10 % — других народностей. Испаноговорящие составили 0,84 % от всех жителей города.
Из 1183 домашних хозяйств в 32,6 % — воспитывали детей в возрасте до 18 лет, 46,7 % представляли собой совместно проживающие супружеские пары, в 19,8 % семей женщины проживали без мужей, 29,8 % не имели семей. 26,7 % от общего числа семей на момент переписи жили самостоятельно, при этом 13,7 % составили одинокие пожилые люди в возрасте 65 лет и старше. Средний размер домашнего хозяйства составил 2,51 человек, а средний размер семьи — 3,03 человек.
Население города по возрастному диапазону по данным переписи 2000 года распределилось следующим образом: 27,1 % — жители младше 18 лет, 9,3 % — между 18 и 24 годами, 26,6 % — от 25 до 44 лет, 20,8 % — от 45 до 64 лет и 16,2 % — в возрасте 65 лет и старше. Средний возраст жителей составил 36 лет. На каждые 100 женщин в Ингленде приходилось 83,9 мужчин, при этом на каждые сто женщин 18 лет и старше приходилось 78,7 мужчин также старше 18 лет.
Средний доход на одно домашнее хозяйство в городе составил 28 516 долларов США, а средний доход на одну семью — 34 335 долларов. При этом мужчины имели средний доход в 26 449 долларов США в год против 18 500 долларов среднегодового дохода у женщин. Доход на душу населения в городе составил 14 095 долларов в год. 14,7 % от всего числа семей в населённом пункте и 17,9 % от всей численности населения находилось на момент переписи населения за чертой бедности, при этом 21,9 % из них были моложе 18 лет и 21,8 % — в возрасте 65 лет и старше.